# Liste der Monuments historiques in Premeaux-Prissey
Die Liste der Monuments historiques in Premeaux-Prissey führt die Monuments historiques in der französischen Gemeinde Premeaux-Prissey auf.

## Liste der Immobilien
| Bezeichnung      | Beschreibung            | Standort                           | Kennzeichnung | Schutzstatus | Datum | Bild           |
| ---------------- | ----------------------- | ---------------------------------- | ------------- | ------------ | ----- | -------------- |
| Kirche St-Martin | aus dem 13. Jahrhundert | Prissey, place Saint-Martin (Lage) | PA00112599    | Classé       | 1979  | weitere Bilder |

## Liste der Objekte
| Bezeichnung                                             | Beschreibung | Standort                                | Kennzeichnung | Schutzstatus | Datum | Bild |
| ------------------------------------------------------- | --- | --------------------------------------- | ------------- | ------------ | ----- | ---- |
| Gedenkstein an den Bau eines Leprosenhauses             | Kalkstein, bezeichnet 1450 | Premeaux, in der Kirche St-Marc (Lage)  | PM21001802    | Classé       | 1914  |      |
| Wandvertäfelung des Chorraums                           | Holz, 18. Jahrhundert | Premeaux, in der Kirche St-Marc (Lage)  | PM21001803    | Classé       | 1914  |      |
| Zwei Skulpturen: Mater dolorosa und Johannes Evangelist | Teile einer Kreuzigungsgruppe; Holz, farbig gefasst, 15. Jahrhundert, aus der Werkstatt von Claus de Werve; aus der Kirche St-Denis in Nuits-Saint-Georges | Premeaux, in der Kirche St-Marc (Lage)  | PM21001804    | Classé       | 1978  |      |
| Grabstein für Charles de Saulx                          | Kalkstein, bezeichnet 1474 | Prissey, in der Kirche St-Martin (Lage) | PM21001805    | Classé       | 1908  |      |
| Gemälde Christi Geburt mit zwei Heiligen                | Ölfarbe auf Leinwand, bezeichnet 1641 | Prissey, in der Kirche St-Martin (Lage) | PM21001806    | Classé       | 1914  |      |
| Glocke (1)                                              | Bronze, 1695 gegossen | Premeaux, in der Kirche St-Marc (Lage)  | PM21001799    | Classé       | 1908  |      |
| Glocke (2)                                              | Bronze, 1749 gegossen | Premeaux, in der Kirche St-Marc (Lage)  | PM21001800    | Classé       | 1908  |      |
| Glocke (3)                                              | Bronze, 1738 gegossen | Premeaux, in der Kirche St-Marc (Lage)  | PM21001801    | Classé       | 1908  |      |
| Grabstein für Bonne-Bénigne d’Esbarres                  | Kalkstein, bezeichnet 1739 | Prissey, in der Kirche St-Martin (Lage) | PM21001807    | Classé       | 1938  |      |